# Noach Flug
Eljasz Noach Flug, hebr. נח פלוג (ur. 1 stycznia 1925 w Łodzi, zm. 11 sierpnia 2011 w Jerozolimie) – izraelski ekonomista, dyplomata polskiego pochodzenia, rzecznik praw ocalałych z Holocaustu.

## Życiorys
Po wybuchu II wojny światowej pozostał w Łodzi i znalazł się w tamtejszym getcie, skąd w 1944 został przetransportowany do Auschwitz, a następnie do Gross-Rosen. Pod koniec wojny uczestniczył w ewakuacji obozu, brał udział w marszu śmierci do Mauthausen, został wyzwolony z podobozu Ebensee 6 maja 1945 przez US Army. Po powrocie do Łodzi ukończył szkołę średnią i studia ekonomiczne na Uniwersytecie Warszawskim. Do 1958 mieszkał w Polsce, a następnie wyemigrował do Izraela, gdzie przez trzydzieści lat pracował w służbie cywilnej jako ekonomista. Początkowo pracował w Ministerstwie Finansów, następnie otrzymał mianowanie na doradcę ekonomicznego Komisji Finansów Knesetu, a później radcy finansowego ambasady w Bonn i konsula w Zurychu. Noach Flug był naczelnym rzecznikiem praw osób ocalałych z Holocaustu, w 1987 był inicjatorem powstania Centrum Organizacji Ocalałych z Holocaustu, które zrzesza siedemdziesiąt organizacji. Po przejściu na emeryturę został przewodniczącym Międzynarodowego Komitetu Oświęcimskiego, wiceprezesem Jewish Claims Conference oraz członkiem zarządu Jad Waszem. Przez kilka lat przewodniczył Centrum Organizacji Ocalałych z Holocaustu w Izraelu.
Poruszenie w środowisku międzynarodowym wywołał list Noacha Fluga z 12 września 2006 do prezydenta Iranu Mahmuda Ahmadineżada, który był odpowiedzią na wypowiedź prezydenta Iranu podważającego istnienie Holocaustu. Flug zaprosił Ahmadineżada do odwiedzenia Auschwitz, aby ten na własne oczy przekonał się o zagładzie narodu żydowskiego. W grudniu 2006 miała miejsce w Teheranie konferencja naukowa dotycząca Holocaustu, Noach Flug wysłał otwarty list, w którym wyraził pragnienie uczestniczenia w tym wydarzeniu.
Prezydent RFN Horst Köhler odznaczył Noacha Fluga Krzyżem Wielkim Orderu Zasługi Republiki Federalnej Niemiec za zaangażowanie w sprawy ocalałych z Holocaustu i nieustanne prace nad porozumieniem Żydów z innymi narodami, a szczególnie porozumienie Żydowsko-Niemieckie.
Jego żoną była lekarz pediatra Dorota Flug (zm. 2020), w czasie wojny więźniarka getta łódzkiego oraz obozów Auschwitz-Birkenau i Bergen-Belsen.